# Никольская куртина Петропавловской крепости
Никольская куртина — памятник архитектуры. Расположен в Петропавловской крепости, соединяет бастионы Зотова и Головкина, прорезана Никольскими воротами. Получила название по церкви св. Николая, к которой была обращена.
Изначально все куртины крепости были земляными, в кирпиче их стали перестраивать с 1706 года, перестройка Никольской куртины была завершена в 1729 году.
В куртине были расположены казематы, арестантская кухня и караулка.
У внешней стены куртины были найдены захоронения 1917—1920 годов, возникшие после массовых расстрелов.